# John Balleny
John Balleny (* 1770 in Northumberland; † 2. Oktober 1842 auf See vor Cuttack, Indien) war der englische Kapitän des Walfängers Eliza Scott, der 1838/39 für die englische Walfangfirma Enderby Brothers eine Expeditionsfahrt in die Antarktis unternahm.
Auf dieser Expedition segelte Balleny gemeinsam mit Thomas Freeman († 1839) und der Sabrina in den Südlichen Ozean. Die Männer registrierten ein teilweises Aufbrechen des Packeises, das den Kontinent umgibt, entdeckten im Februar 1839 die Balleny-Inseln und kamen bei 64° 58′ S, 121° 08′ O auch kurz in Sichtweite des antarktischen Festlandes. Dieser Landstrich trägt heute den Namen Sabrina-Küste. Die Sabrina und ihre Mannschaft gingen am 24. März 1839 in einem Sturm verloren.
Der Weg, den Balleny durch den Südlichen Ozean nahm, wurde später auch durch weitere Forscher wie Robert Scott, Ernest Shackleton, Roald Amundsen oder Richard Byrd genutzt und wird heute noch durch Forschungsschiffe befahren, die die McMurdo-Station und andere wissenschaftliche Basen im und um das Ross-Meer versorgen.
Balleny starb beim Untergang der Bark Acasta in einem Sturm am 2. Oktober 1842 vor der Küste der nordostindischen Stadt Cuttack. In der Antarktis ist Balleny Namensgeber für die Balleny-Inseln und hierdurch mittelbar auch für das Balleny-Becken, die Balleny Fracture Zone, die Balleny Seamounts und den Balleny Trough.